# Rybí trh (Štětín)
Rybí trh je ulice o délce 49 m na Starém Městě ve čtvrti Śródmieście ve Štětíně. Vede z jihozápadu na severovýchod a spojuje Nový trh s ulicí Środowou.

## Dějiny
Původní název dnešního Rybího trhu byl Trh podmáslí. První zmínka o Trhu podmáslí (hottenmarkede) pochází z roku 1427. Podle městské knihy z roku 1496 žil na tomto trhu v roce 1500 muž vyrábějící podmáslí (hottenmaker) a samotný trh byl místem obchodu s tímto výrobkem. Po roce 1540 byla ulice přejmenována na Zeleninový trh (cruthmarkede, Krutmarkt) a od poloviny 18. století se jí říkalo Rybí trh (Fischmarkt). Během bombardování Štětína ve 40. letech 20. století byly budovy Rybího trhu zničeny. Po válce byly zbořeny zříceniny domů a Rybí trh byl přejmenován na Rybacký trh. V roce 1970 byl hotel Arkona postaven na východní straně ulice. V roce 1999 byl vrácen historický název Rybí trh a na začátku 20. století byly na základech předválečných budov na východní straně ulice postaveny nové činžovní domy. V dubnu 2019 byla zahájena stavba hotelu ibis Styles na místě hotelu Arkona, který byl zbořen před více než 10 lety. Stavební práce mají být dokončeny v roce 2021.

## Kalendář změn názvu ulice
| Platnost                  | Název         |
| ------------------------- | ------------- |
| 1427                      | hottenmarkede |
| 1540                      | cruthmarkede  |
| 1559                      | Krutmarkt     |
| polovina 18. století–1945 | Fischmarkt    |
| 1945–1950                 | Rynek Rybacki |
| od 1999                   | Targ Rybny    |